# Wanda Holloway
Wanda Holloway är en kvinna från Texas som blev känd 1991 då det uppdagades att hon hade tänkt hyra en yrkesmördare för att mörda mamman till en trettonårig flicka som konkurrerade med hennes dotter om att bli cheerleader. Planen var att flickan skulle bli så bestört över mordet på sin mamma att hon gav upp planen på att bli cheerleader. Holloway bad sin svåger att kontakta en yrkesmördare. Bandade inspelningar av deras konversation spelades upp i rättegången 1991.
Holloway dömdes från början till femton års fängelse, men efter att det uppdagades att en av jurymedlemmarna var villkorligt frigiven revs domen upp. Domaren utdömde istället tio års fängelse. Holloway blev villkorligt frigiven 1997 efter sex månader, men beordrad att avtjäna 1000 timmars samhällstjänst.

## Filmer
Två tv-filmer gjordes om fallet.

### Willing to Kill: The Texas Cheerleader Story
Den första filmen om fallet hade premiär på TV 1992. Lesley Ann Warren spelade Holloway och Tess Harper det tilltänkta offret, Verna Heath.

### Sanningen om Wanda
Sanningen om Wanda (The Positively True Adventures of the Alleged Texas Cheerleader-Murdering Mom, 1993) är den mest kända av de två filmerna. Filmen är humoristiskt kvasidokumentärt berättad. Den regisserades av Michael Ritchie. Holloway spelas av Holly Hunter. Beau Bridges spelar Holloways svåger. Hunter, Bridges och manusförfattaren Jane Anderson belönades med Emmy Awards för sina insatser. Andra medverkande är bland andra Swoosie Kurtz, samt Elizabeth Ruscio som Verna Heath.